# Olympische Winterspiele 2010/Bob – Viererbob (Männer)

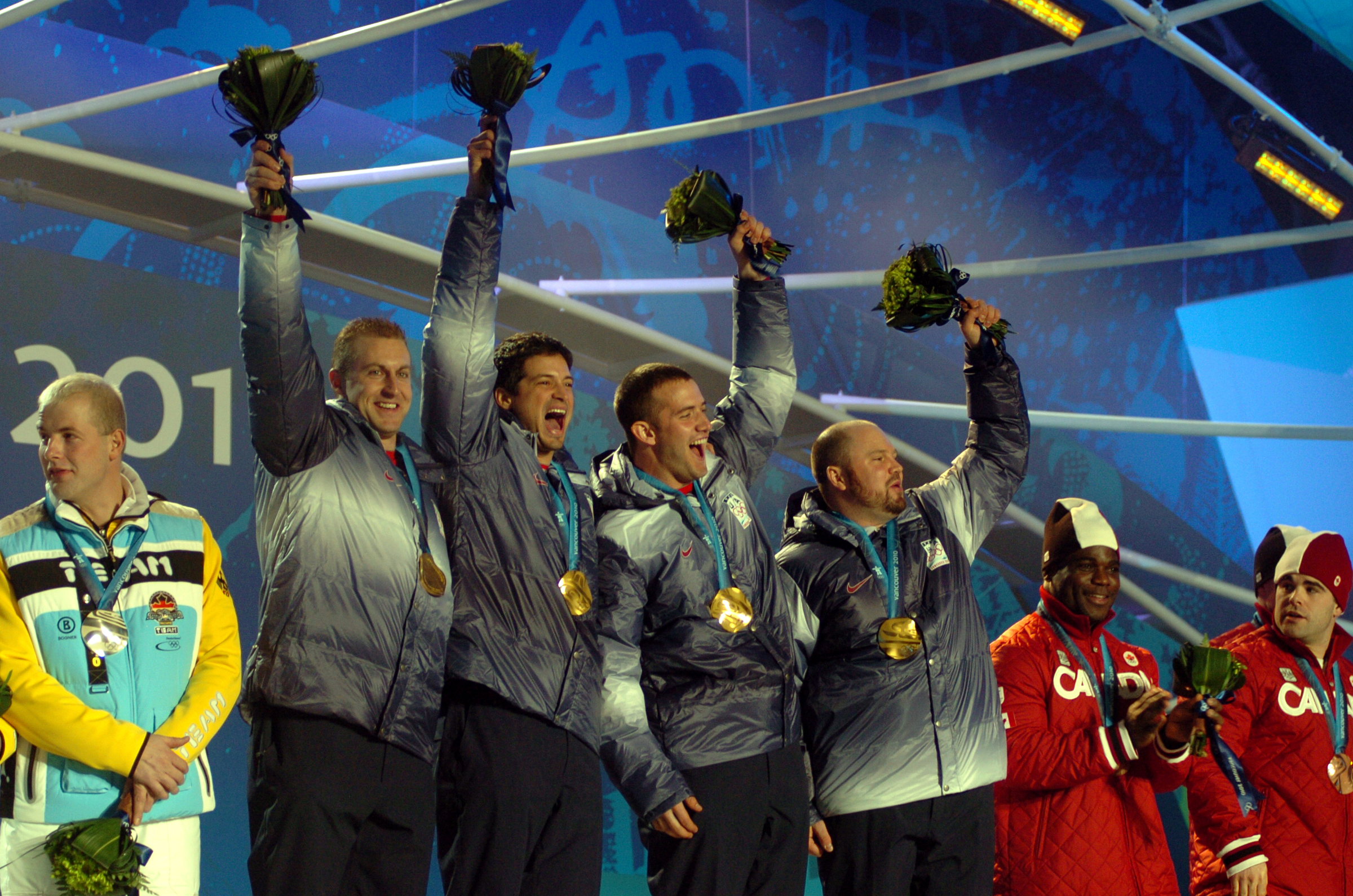
Die Olympiasieger aus den Vereinigten Staaten

Im Viererbob der Männer bei den Olympischen Winterspielen 2010 fanden vier Läufe statt. Die ersten beiden Durchgänge wurden am 26. Februar ausgetragen, der dritte und vierte Lauf am Folgetag. Durchgeführt wurde der Wettbewerb im Whistler Sliding Centre.
Die amtierenden Weltmeister im Bob USA I mit Steven Holcomb, Steve Mesler, Curtis Tomasevicz und Justin Olsen konnten sich auch den Olympiasieg sichern. Dies war die erste Goldmedaille im Viererbob für die Vereinigten Staaten seit 1948. Die Titelverteidiger André Lange, Kevin Kuske und Martin Putze belegten zusammen mit dem neuen Anschieber Alexander Rödiger, der René Hoppe ersetzte, den zweiten Rang. Bronze ging an den kanadischen Bob von Lyndon Rush mit seinen Anschiebern David Bissett, Lascelles Brown und Chris Le Bihan.
Die ersten beiden Läufe fanden am 26. Februar um 13:00 und 14:45 Uhr (Ortszeit) statt. Die Läufe drei und vier wurden einen Tag später um 13:00 Uhr und 14:40 Uhr ausgetragen.
Der Bob von Pilot Steven Holcomb fuhr in den ersten beiden Läufen die schnellsten Zeiten, während der Bob von Titelverteidiger André Lange in den ersten beiden Läufen die schnellsten Startzeiten hatte. Der Bob Russland II mit Pilot Alexander Subkow stürzte im ersten Lauf, da eines seiner Steuerseile ausbrach. Auch die Bobs Österreich I und Slowakei I stürzten im ersten Lauf. Der Bob Deutschland I um Lange, konnte auch in den letzten beiden Läufen die schnellsten zwei Startzeiten und die schnellste Streckenzeit im letzten Lauf erzielen. Holcomb hingegen konnte die schnellste Streckenzeit im dritten Lauf aufstellen. Nach drei Läufen belegte der kanadische Bob von Rush den zweiten Platz, jedoch konnte Lange mit seiner Mannschaft im vierten Lauf die Kanadier um 0,01 Sekunden schlagen. Dies war zugleich Langes letztes Bobrennen.

## Rekorde
Vor Beginn der Olympischen Spiele waren folgende Rekorde gültig.
| Startrekord    | 7. Februar 2009 | Vereinigte Staaten Steven Holcomb, Justin Olsen, Steve Mesler, Curtis Tomasevicz | 4,76 s  |
| Streckenrekord | 7. Februar 2009 | Lettland Jānis Miņins, Daumants Dreiškens, Oskars Melbārdis, Intars Dambis       | 50,97 s |

Folgende neue Rekorde wurden aufgestellt:
| Startrekord    | 26. Februar 2010 | Vereinigte Staaten Steven Holcomb, Justin Olsen, Steve Mesler, Curtis Tomasevicz | 4,75 s  |
| Startrekord    | 26. Februar 2010 | Deutschland André Lange, Kevin Kuske, Alexander Rödiger, Martin Putze            | 4,73 s  |
| Startrekord    | 26. Februar 2010 | Vereinigte Staaten Steven Holcomb, Justin Olsen, Steve Mesler, Curtis Tomasevicz | 4,73 s  |
| Startrekord    | 26. Februar 2010 | Deutschland André Lange, Kevin Kuske, Alexander Rödiger, Martin Putze            | 4,70 s  |
| Streckenrekord | 26. Februar 2010 | Vereinigte Staaten Steven Holcomb, Justin Olsen, Steve Mesler, Curtis Tomasevicz | 50,89 s |
| Streckenrekord | 26. Februar 2010 | Vereinigte Staaten Steven Holcomb, Justin Olsen, Steve Mesler, Curtis Tomasevicz | 50,86 s |

## Ergebnisse
| Rang | #  | Land               | Athleten                                                                   | Lauf 1 (s) | Lauf 2 (s) | Lauf 3 (s) | Lauf 4 (s) | Gesamt (min) | Defizit |
| ---- | -- | ------------------ | -------------------------------------------------------------------------- | ---------- | ---------- | ---------- | ---------- | ------------ | ------- |
| 1    | 1  | Vereinigte Staaten | Steven Holcomb Steve Mesler Curtis Tomasevicz Justin Olsen                 | 50,89      | 50,86      | 51,19      | 51,52      | 3:24,46      | +0,00   |
| 2    | 2  | Deutschland        | André Lange Kevin Kuske Alexander Rödiger Martin Putze                     | 51,14      | 51,05      | 51,29      | 51,36      | 3:24,84      | +0,38   |
| 3    | 7  | Kanada             | Lyndon Rush David Bissett Lascelles Brown Chris Le Bihan                   | 51,12      | 51,03      | 51,24      | 51,46      | 3:24,85      | +0,39   |
| 4    | 4  | Deutschland        | Thomas Florschütz Ronny Listner Andreas Barucha Richard Adjei              | 51,14      | 51,36      | 51,45      | 51,63      | 3:25,58      | +1,12   |
| 5    | 10 | Kanada             | Pierre Lueders Justin Kripps Neville Wright Jesse Lumsden                  | 51,27      | 51,29      | 51,50      | 51,54      | 3:25,60      | +1,14   |
| 6    | 5  | Schweiz            | Ivo Rüegg Thomas Lamparter Cédric Grand Beat Hefti                         | 51,31      | 51,13      | 51,70      | 51,57      | 3:25,71      | +1,25   |
| 7    | 6  | Deutschland        | Karl Angerer Andreas Bredau Alexander Mann Gregor Bermbach                 | 51,18      | 51,41      | 51,70      | 51,77      | 3:26,06      | +1,60   |
| 8    | 11 | Russland           | Jewgeni Popow Alexei Kirejew Denis Moisseitschenkow Andrei Jurkow          | 51,49      | 51,16      | 51,67      | 51,81      | 3:26,13      | +1,67   |
| 9    | 19 | Italien            | Simone Bertazzo Danilo Santarsiero Samuele Romanini Mirko Turri            | 51,57      | 51,38      | 51,62      | 51,68      | 3:26,25      | +1,79   |
| 9    | 8  | Russland           | Dmitri Abramowitsch Roman Oreschnikow Sergei Prudnikow Dmitri Stjopuschkin | 51,32      | 51,40      | 51,78      | 51,75      | 3:26,25      | +1,79   |
| 11   | 12 | Lettland           | Edgars Maskalāns Mihails Arhipovs Raivis Broks Pāvels Tulubjevs            | 51,60      | 51,42      | 51,85      | 51,78      | 3:26,65      | +2,19   |
| 12   | 15 | Tschechien         | Ivo Danilevič Jan Kobián Jan Stokláska Dominik Suchý                       | 51,54      | 51,72      | 51,76      | 51,96      | 3:26,98      | +2,52   |
| 13   | 13 | Vereinigte Staaten | Mike Kohn Nick Cunningham Jamie Moriarty Bill Schuffenhauer                | 51,69      | 51,42      | 52,10      | 52,11      | 3:27,32      | +2,86   |
| 14   | 16 | Polen              | Dawid Kupczyk Michał Zblewski Paweł Mróz Marcin Niewiara                   | 51,94      | 51,96      | 52,35      | 52,28      | 3:28,53      | +4,07   |
| 15   | 14 | Rumänien           | Nicolae Istrate Ioan Dovalciuc Ionuț Andrei Florin Crăciun                 | 52,05      | 52,00      | 52,34      | 52,50      | 3:28,89      | +4,43   |
| 16   | 25 | Tschechien         | Jan Vrba Martin Bohmann Ondřej Kozlovský Miloš Veselý                      | 52,00      | 52,09      | 52,43      | 52,61      | 3:29,13      | +4,67   |
| 17   | 20 | Großbritannien     | John Jackson Allyn Condon Dan Money Henry Odili Nwume                      | 51,53      | 54,29      | 52,24      | 52,15      | 3:30,21      | +5,75   |
| 18   | 24 | Serbien            | Vuk Rađenović Miloš Savić Igor Šarcevic Slobodan Matijević                 | 52,37      | 52,40      | 52,84      | 52,74      | 3:30,35      | +5,89   |
| 19   | 22 | Südkorea           | Kang Kwang-bae Lee Jin-hee Kim Dong-hyun Kim Jung-su                       | 52,76      | 52,53      | 52,92      | 52,92      | 3:31,13      | +6,67   |
| 20   | 21 | Kroatien           | Ivan Šola Igor Marić Slaven Krajačić Mate Mezulić * András Haklits *       | 52,58      | 52,69      | 53,15      | 53,11      | 3:31,53      | +7,07   |
| 21   | 23 | Japan              | Hiroshi Suzuki Ryuichi Kobayashi Shinji Doigawa Masaru Miyauchi            | 52,09      | 54,16      | 52,53      |            |              |         |
|      | 3  | Vereinigte Staaten | John Napier Christopher Fogt Steven Langton Charles Berkeley               | 51,30      | 53,41      | DNS        |            |              |         |
|      | 9  | Russland           | Alexander Subkow Filipp Jegorow Pjotr Moissejew Dmitri Trunenkow           | 52,52      | DNS        |            |            |              |         |
|      | 17 | Österreich         | Wolfgang Stampfer Christian Hackl Jürgen Mayer Johannes Wipplinger         | 53,64      | DNS        |            |            |              |         |
|      | 18 | Slowakei           | Milan Jagnešák Marcel Lopuchovský Petr Narovec Martin Tešovič              | 55,25      | DNS        |            |            |              |         |
|      |    | Australien         | Jeremy Rolleston Duncan Harvey Duncan Pugh Anthony Ryan                    | DNS        |            |            |            |              |         |
|      |    | Lettland           | Jānis Miņins Daumants Dreiškens Oskars Melbārdis Intars Dambis             | DNS        |            |            |            |              |         |
|      |    | Liechtenstein      | Michael Klingler Jürgen Berginz Thomas Dürr Richard Wunder                 | DNS        |            |            |            |              |         |
|      |    | Niederlande        | Edwin van Calker Sybren Jansma Arnold van Calker Timothy Beck              | DNS        |            |            |            |              |         |
|      |    | Schweiz            | Daniel Schmid Alexander Baumann Roman Handschin Christian Aebli            | DNS        |            |            |            |              |         |